# Sericornis
Sericornis – rodzaj ptaków z podrodziny buszówek (Acanthizinae) w obrębie rodziny buszówkowatych (Acanthizidae).

## Występowanie
Rodzaj obejmuje gatunki występujące w Australii (włącznie z Tasmanią) i na Nowej Gwinei.

## Morfologia
Długość ciała 10,5–14,5 cm; masa ciała 10–21,5 g.

## Systematyka

### Etymologia
- Sericornis: gr. σηρικον sērikon „jedwab”, od σειρες seres „ludzie, którzy zbierają jedwab, Chińczycy”; ορνις ornis, ορνιθος ornithos „ptak”; w aluzji do miękkiego, jedwabistego upierzenia solnika białobrewego[7].
- Tasmanornis: Tasmania, Australia; gr. ορνις ornis, ορνιθος ornithos „ptak”[8]. Typ nomenklatoryczny: Sericornis humilis Gould, 1838.
- Megathiza: gr. μεγας megas, μεγαλη megalē „wielki”; rodzaj Acanthiza Vigors & Horsfield, 1827 (buszówka)[9]. Typ nomenklatoryczny: Sericornis magnirostris keri Mathews, 1920.

### Podział systematyczny
Do rodzaju należą następujące gatunki:
- Sericornis magnirostra (Gould, 1838) – solnik wielkodzioby
- Sericornis beccarii Salvadori, 1874 – solnik okularowy
- Sericornis nouhuysi van Oort, 1909 – solnik krzykliwy
- Sericornis maculatus Gould, 1847 – solnik plamisty
- Sericornis humilis Gould, 1838 – solnik brązowy
- Sericornis keri Mathews, 1920 – solnik ubogi
- Sericornis frontalis (Vigors & Horsfield, 1827) – solnik białobrewy